# Mitsubishi Heavy Industries Football Club 1970
Questa voce raccoglie le informazioni riguardanti il Mitsubishi Heavy Industries nelle competizioni ufficiali della stagione 1970.

## Stagione
Potenziato il reparto difensivo con l'ingresso in squadra di Kuniya Daini, il Mitsubishi Heavy Industries accusò una falsa partenza in campionato che gli impedì di difendere il titolo che deteneva in avvio di stagione. Il secondo posto finale consentì alla squadra di accedere alla Coppa dell'Imperatore, dove fu incontrò alle semifinali lo Yanmar Diesel: dopo che i tempi supplementari si erano conclusi con un 2-2, il Mitsubishi Heavy Industries fu escluso dalla competizione tramite il sorteggio della monetina.

## Maglie e sponsor
Rimangono invariate le divise di colore blu e bianco.
| Manica sinistra · Maglietta · Manica destra · Pantaloncini · Calzettoni | Manica sinistra · Maglietta · Manica destra · Pantaloncini · Calzettoni |  |

## Rosa
| N. |                     | Ruolo | Calciatore       |
| -- | ------------------- | ----- | ---------------- |
|    | Giappone (bandiera) | P     | Kenzō Yokoyama   |
|    | Giappone (bandiera) | D     | Hiroshi Katayama |
|    | Giappone (bandiera) | D     | Tadao Ōnishi     |
|    | Giappone (bandiera) | D     | Yoshio Kikugawa  |
|    | Giappone (bandiera) | D     | Kuniya Daini     |
|    | Giappone (bandiera) | C     | Takaji Mori      |
|    | Giappone (bandiera) | C     | Kenji Okubo      |

| N. |                     | Ruolo | Calciatore          |
| -- | ------------------- | ----- | ------------------- |
|    | Giappone (bandiera) | A     | Michio Ashikaga     |
|    | Giappone (bandiera) | A     | Hiroshi Ochiai      |
|    | Giappone (bandiera) | A     | Ryūichi Sugiyama    |
|    | Giappone (bandiera) | A     | Ichirō Hosotani     |
|    | Giappone (bandiera) | A     | Yoshikazu Nakanishi |
|    | Giappone (bandiera) | A     | Yoshitaka Takahashi |

## Statistiche

### Statistiche di squadra
| Competizione          | Punti | Totale | Totale | Totale | Totale | Totale | Totale | DR  |
| Competizione          | Punti | G      | V      | N      | P      | Gf     | Gs     | DR  |
| --------------------- | ----- | ------ | ------ | ------ | ------ | ------ | ------ | --- |
| Japan Soccer League   | 18    | 14     | 7      | 4      | 3      | 24     | 13     | +11 |
| Coppa dell'Imperatore | -     | 2      | 1      | 0      | 1      | 6      | 2      | +4  |
| Totale                |       | 16     | 8      | 4      | 4      | 30     | 15     | +15 |